# اسلوبودان ماروویچ
اسلوبودان ماروویچ (انگلیسی: Slobodan Marović؛ زادهٔ ۱۳ ژوئیهٔ ۱۹۶۴) بازیکن یوگسلاو و مربی فوتبال اهل مونته‌نگرو است.
از باشگاه‌هایی که در آن بازی کرده‌است می‌توان به باشگاه فوتبال سیلکبورگ، باشگاه فوتبال اوسیک، باشگاه فوتبال شنژن، باشگاه فوتبال ستاره سرخ بلگراد، و باشگاه فوتبال نورشوپینگ اشاره کرد.
وی همچنین در تیم ملی فوتبال یوگسلاوی بازی کرده‌است.